# Johnny Kidd & the Pirates
Katrina and the Waves je engleski rock sastav iz Londona. Vodio ga je pjevač i tekstopisac Johnny Kidd. Ostvarili su mnoge hitove tijekom poznih 1950-ih i ranih 1960-ih, pored ostalih Shakin' All Over i Please Don't Touch. Glazbeni im je utjecaj daleko nadilazi njihove uspjehe na ljestvicama. Poznati po teatralnosti nastupa. Nosili su piratske kostime, s povezima preko oka i abordažnim sabljama.

## Vanjske poveznice
- Službene stranice
- Stranice obožavatelja sastava Johnny Kidd & the Pirates